# Tetrarch
Tetrarch (službeno eng. Light Tank Mk VII Tetrarch) je bio laki britanski tenk dizajniran u razdoblju između dva svjetska rata. Bio je mnogo moderniji od svojih prethodnika iz britanske serije lakih tenkova. Prvi je britanski tenk s ugrađenim novim 2 pounder topom i u potpunosti novim sustavom upravljanja tenkom.
Prototip Mark VII dovršen je u prosincu 1937. godine i bio je vrlo sličan kasnijim serijskim modelima s razlikom što je imao ugrađen Vickersov top kalibra 40 mm i .303 inčnu koaksijalnu strojnicu umjesto 2 pounder topa i Besa strojnice. Serijske modele je isporučivao Metropolitan-Cammell Carriage i Wagon Co. Ltd. između 1940. i 1942. Zračni napadi i bombardiranje tvornica je prouzročilo velika kašnjenja u isporuci novih tenkova. Manji broj Tetrarcha je dopremljeno Sovjetima i sudjelovali su u borbama početkom 1942., nekoliko ih je sudjelovalo i u borbama na otoku Madagaskar u svibnju 1942. godine.
Novu ulogu je dobio tijekom 1943. godine kada je na bojište dopreman posebnom zrakoplovnom jedrilicom Hamilcar Glider. Manji broj vozila je korišten na Dan D i tijekom prelaska rijeke Rajne. Nekoliko primjeraka je preinačeno u vozila za blisku potporu pješaštvu tako da je umjesto topa montirana haubica kalibra 73,6 mm.

### Zajednički poslužitelj
|  | Zajednički poslužitelj ima još gradiva o temi Tetrarch |